# Безестакадний намив

Безестакадний намив гідровідвалу

Безестакадний намив (рос. безэстакадный намыв, англ. trestleless hydraulic filling; нім. gerüstfreies Bodenanspülen n) — спосіб гідравлічного укладання породи у сховищах, у гідровідвалах і хвостосховищах, при якому намивний трубопровід прокладається безпосередньо по поверхні породи, що намивається або на греблях в межах ярусу намиву.